# Gare de Pont-Saint-Vincent
Pour les articles homonymes, voir Gare de Saint-Vincent.
La gare de Pont-Saint-Vincent est une gare ferroviaire française de la ligne de Jarville-la-Malgrange à Mirecourt, située sur la commune de Pont-Saint-Vincent, dans le département de Meurthe-et-Moselle, en région Grand Est.
C'est une gare de la Société nationale des chemins de fer français (SNCF), desservie par des trains régionaux du réseau TER Grand Est.

## Situation ferroviaire
Établie à 222 mètres d'altitude, la gare de Pont-Saint-Vincent est située au point kilométrique (PK) 13,751 de la ligne de Jarville-la-Malgrange à Mirecourt, entre les gares de Neuves-Maisons (ouverte) et de Bainville (fermée).

## Histoire
L'histoire de la gare de Pont-Saint-Vincent débute le 11 novembre 1872, avec l'ouverture de la première partie de la ligne 14 entre Jarville-la-Malgrange et Vézelise. La ligne sera ensuite prolongée, tout d'abord vers Mirecourt (le 22 décembre 1879) et ensuite vers Merrey (le 1er mars 1881), pour pouvoir se raccorder à la ligne 15 (Nancy – Neufchâteau – Culmont-Chalindrey – Dijon).
Durant son âge d'or, la gare voit passer plusieurs trains de curistes venant de Vittel ou de Contrexéville, ainsi que des trains de marchandises transportant de l'eau, des produits sidérurgiques sortant des aciéries de Neuves-Maisons ou encore des wagons isolés issus de plusieurs dessertes aux alentours de la gare.
Peu à peu, le trafic, voyageurs comme marchandises, va s'estomper ; les embranchements particuliers vont fermer les uns après les autres et la ligne 27, dite évite-Nancy, va être amputée de sa partie entre Pont-Saint-Vincent et Toul, engendrant elle aussi une réduction d'une partie du trafic au départ de la gare de Pont-Saint-Vincent.
Entre 2000 et 2010, la gare voit passer ses derniers détournements de trains de grandes lignes, avec les Corail Lyon-Perrache – Metz ou les trains de nuit Cerbère – Luxembourg (Lorazur), ainsi que ses derniers trains de marchandises tirés par des A1AA1A 68500, pour la construction de la LGV Est européenne. Le dernier train spécial que cette gare verra passer est celui de l'adieu aux « Yaya » (A1AA1A 68500) du dépôt de Chalindrey, le 1er octobre 2011.[pertinence contestée]
Le 18 décembre 2016, la gare de Pont-Saint-Vincent devient le terminus des circulations de trains de voyageurs du fait de la fermeture de ce service entre Pont-Saint-Vincent et Vittel. Les raisons invoquées, par la SNCF, sont : « des soucis de vétusté de la ligne avec des travaux colossaux à réaliser sur les voies. Une réhabilitation évaluée à cent millions d'euros ». Toujours en 2016, la SNCF estime la fréquentation annuelle de cette gare à 32 187 voyageurs.
Le guichet est fermé le 29 mars 2019.

## Fréquentation
De 2015 à 2024, selon les estimations de la SNCF, la fréquentation annuelle de la gare s'élève aux nombres indiqués dans le tableau ci-dessous.
| Année     | 2015   | 2016   | 2017   | 2018   | 2019   | 2020   | 2021   | 2022   | 2023   | 2024   |
| --------- | ------ | ------ | ------ | ------ | ------ | ------ | ------ | ------ | ------ | ------ |
| Voyageurs | 36 445 | 33 702 | 32 818 | 33 019 | 35 726 | 27 541 | 31 182 | 48 496 | 63 942 | 59 383 |

## Service des voyageurs

### Accueil
Gare SNCF, elle dispose d'un bâtiment voyageurs (sans guichet) ouvert du lundi au vendredi, équipé d'un automate pour l'achat de titres de transport TER.
La gare comporte deux quais, reliés entre eux par un passage planchéié, qui permettent de desservir les trois voies à quai.

### Desserte
Pont-Saint-Vincent est desservie par des trains régionaux du réseau TER Grand Est, effectuant la relation Nancy – Pont-Saint-Vincent (ligne L06A).

### Intermodalité
Un parking et un arrêt de transport en commun routier sont aménagés à proximité.
La gare est en correspondance avec la ligne 100 du réseau Sub, les lignes R570, R580 et R590 du réseau Fluo Grand Est, ainsi que les lignes C et B du réseau T'MM.

## Service des marchandises
Le site de la gare comporte six voies de service, utilisées de moins en moins régulièrement.
Malgré une chute très importante du trafic de marchandises, la gare voit encore passer trois-allers retours réguliers par semaine du train de produits sidérurgiques de l'usine SAM de Neuves-Maisons (les lundis, mercredis et vendredis matin), effectués par Fret SNCF. Elle voit aussi passer les trains desservant la cimenterie de Xeuilley, à raisons de deux allers-retours réguliers par semaine, effectués par Europorte (en général les mardis et le jeudis soir), ainsi que les trains de ciment en citernes conteneurisées effectués par Fret SNCF (souvent le mardi soir).[pertinence contestée]

## Patrimoine ferroviaire
L'ancien bâtiment voyageurs et d'autres édifices, comme les bases de deux châteaux d'eau utilisés du temps des locomotives à vapeur, sont toujours présents sur le site.